# 1967 au Vatican
Chronologie du Vatican
- 1963
- 1964
- 1965
- 1966
- 1967
- 1968
- 1969
- 1970
- 1971

Cette page concerne les évènements survenus en 1967 au Vatican  :

## Évènement
- Dissolution de la congrégation du cérémonial.
- 1er janvier : Le pape Paul VI annonce sa Constitution apostolique (Indulgentiarum Doctrina (en)), relative à l'indulgence dans le catholicisme. Il institue également, ce jour comme la Journée mondiale de la paix.
- 26 mars : Paul VI publie l'encyclique Populorum progressio (Sur le développement des peuples).
- 29 mai : Paul VI nomme 27 nouveaux cardinaux, dont Karol Józef Wojtyła, archevêque de Cracovie, qui deviendra plus tard le pape Jean-Paul II.
- 24 juin : Paul VI publie son encyclique Sacerdotalis caelibatus (célibat des prêtres).
- Robert Katz (en), écrivain et historien américain, est l'auteur de Death in Rome (en français : Mort à Rome). Il s'agit d'une reconstitution méticuleuse d'un massacre nazi de 1944. Un film tiré de ce livre, suscite la controverse parce qu'il laisse entendre que le pape Pie XII n'est pas intervenu pour arrêter le massacre alors qu'il était au courant des plans des nazis.